# ديفيد فاوبالا
ديفيد فاوبالا (بالفرنسية: David Faupala)‏ (11 فبراير 1997 ببولي ليه مينيس في فرنسا - ) هو لاعب كرة قدم فرنسي في مركز الهجوم. شارك مع منتخب فرنسا تحت 16 سنة لكرة القدم ومنتخب فرنسا تحت 17 سنة لكرة القدم ومنتخب فرنسا تحت 18 سنة لكرة القدم. أما مع النوادي، فقد لعب مع مانشستر سيتي.

## وصلات خارجية
- ديفيد فاوبالا على موقع قاعدة بيانات كرة القدم.إي يو (الإنجليزية)
- ديفيد فاوبالا على موقع Soccerbase.com (لاعب) (الإنجليزية)
- ديفيد فاوبالا على موقع Soccerway.com (الإنجليزية)
- ديفيد فاوبالا على موقع عالم كرة القدم.نت (الإنجليزية)
- ديفيد فاوبالا على موقع AS.com (الإسبانية)